# Schulenberg (Marlow)
Schulenberg ist ein Ortsteil der Stadt Marlow im Landkreis Vorpommern-Rügen in Mecklenburg-Vorpommern.
Der Ort liegt südöstlich des Hauptortes Marlow an der Landesstraße L 181 und am Schulenberger Mühlenbach. Südlich verläuft die  L 19, nordöstlich fließt die Recknitz. Nordwestlich liegt der Vogelpark Marlow, nordöstlich erstreckt sich das 1470 ha große Naturschutzgebiet Unteres Recknitztal.

## Baudenkmale
In der Liste der Baudenkmale in Marlow ist für Schulenberg das Gutshaus (Kurze Straße 3) als einziges Baudenkmal aufgeführt.